# Radstein
Radstein, polnisch Radostynia ist eine Ortschaft in der Gemeinde Zülz (Biała) im Powiat Prudnicki (Kreis Neustadt O.S.) in der polnischen Woiwodschaft Oppeln.

## Geographie

### Geographische Lage
Das Straßendorf Radstein liegt im Süden der historischen Region Oberschlesien. Der Ort liegt etwa vier Kilometer nordöstlich des Gemeindesitzes Zülz, etwa 14  Kilometer nordöstlich der Kreisstadt Prudnik und etwa 32 Kilometer südlich der Woiwodschaftshauptstadt Opole.
Radstein liegt in der Nizina Śląska (Schlesische Tiefebene) innerhalb der Kotlina Raciborska (Ratiborer Becken). Der Ort liegt am linken Ufer des Zülzer Wasser (poln. Biała).

### Nachbarorte
Nachbarorte von Radstein sind im Nordwesten Ernestinenberg (Górka Prudnicka), im Nordosten Mokrau (Mokra), im Osten Krobusch (Krobusz) und im Südwesten Ellguth (Ligota Bialska).

## Geschichte

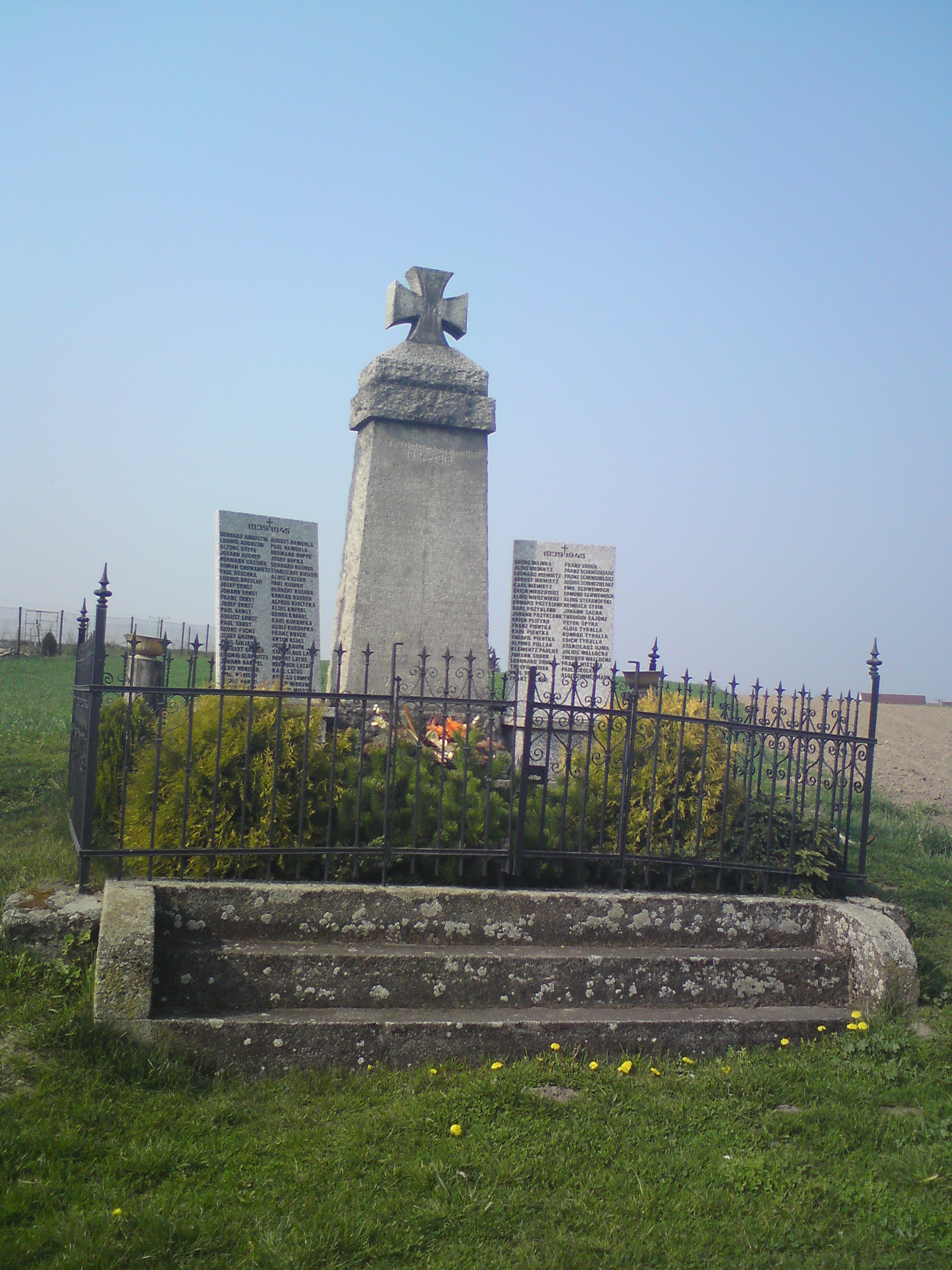
Gefallenendenkmal

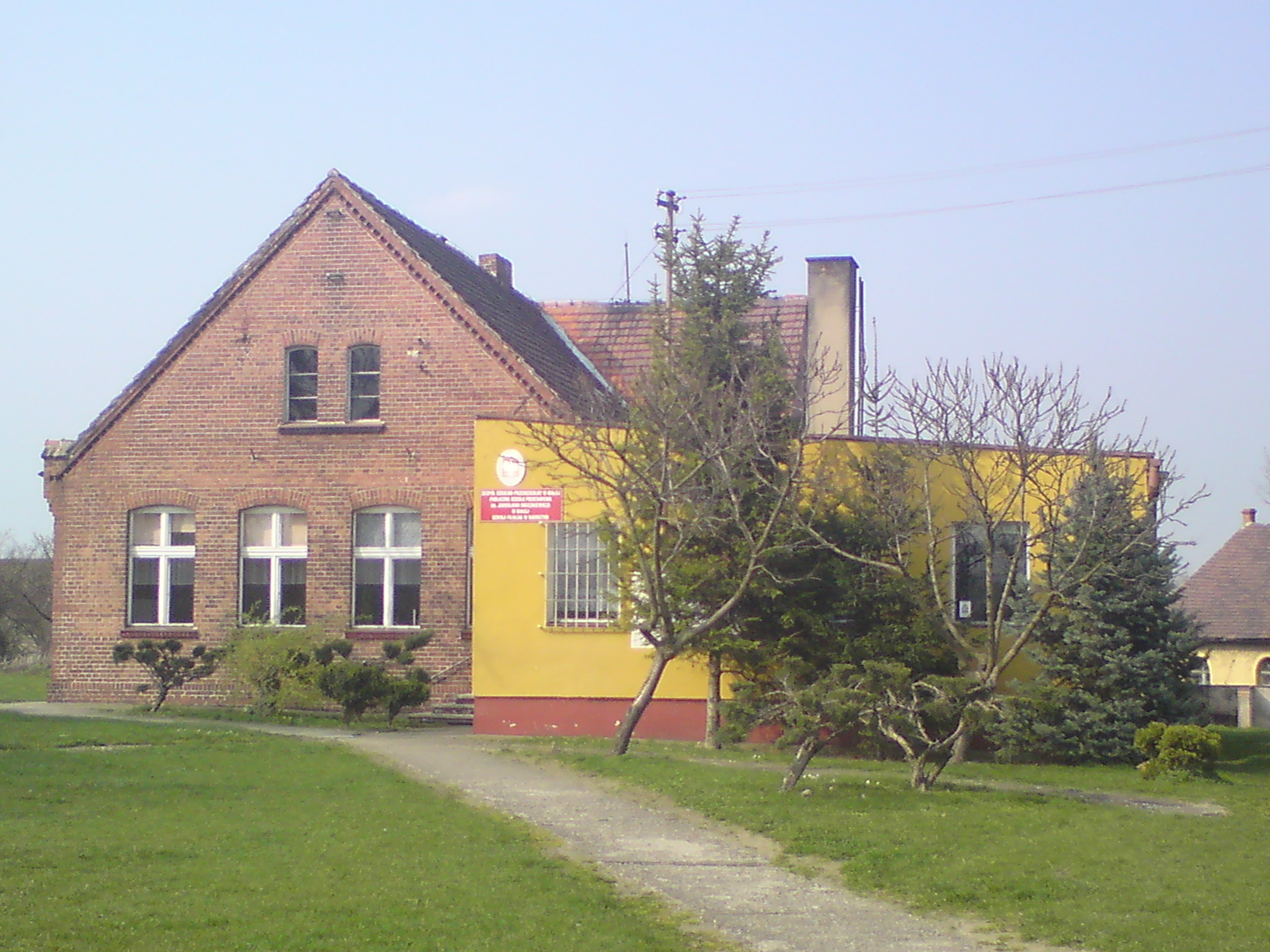
Schule in Radstein

Der Ort entstand Anfang des 16. Jahrhunderts und wurde 1531 erstmals urkundlich als „Radostina“ erwähnt. 1534 erfolgt eine Erwähnung als Radostny.
Nach dem Ersten Schlesischen Krieg 1742 gelangte Radstein mit dem größten Teil Schlesiens an Preußen.
Nach der Neuorganisation der Provinz Schlesien gehörte die Landgemeinde Radstein ab 1816 zum Landkreis Neustadt O.S. im Regierungsbezirk Oppeln. 1845 bestanden im Dorf ein Amtsvorwerk, eine Wassermühle, eine Schäferei sowie 56 weitere Häuser. Im gleichen Jahr lebten in Radstein 627 Menschen, davon 25 evangelisch. 1855 lebten 648 in Radstein. 1865 bestanden im Ort 17 Bauern-, 14 Gärtnerstellen und 43 Häuslerstellen. Die katholische Schule wurde im gleichen Jahr von 120 Schülern besucht. Eingepfarrt waren die Bewohner nach Ellguth. 1874 wurde der Amtsbezirk Radstein gegründet, welcher aus den Landgemeinden Ellguth, Ernestinenberg, Mokrau und Radstein und den Gutsbezirken Mokrau Domäne und Radstein Domäne bestand. Erster Amtsvorsteher war der Kgl. Domänenpächter und Rittmeister Eduard Heller. 1885 zählte Radstein 690 Einwohner.
Bei der Volksabstimmung in Oberschlesien am 20. März 1921 stimmten 507 Wahlberechtigte für einen Verbleib bei Deutschland und 123 für Polen. Radstein verblieb beim Deutschen Reich. 1933 lebten im Ort 821 Einwohner. 1939 hatte Radstein 797 Einwohner. Bis 1945 befand sich der Ort im Landkreis Neustadt O.S.
1945 kam der bisher deutsche Ort unter polnische Verwaltung und wurde in Radostynia umbenannt und der Woiwodschaft Schlesien angeschlossen. 1950 kam der Ort zur Woiwodschaft Oppeln. 1999 kam der Ort zum Powiat Prudnicki. Am 6. März 2006 wurde in der Gemeinde Zülz, der Radstein angehört, Deutsch als zweite Amtssprache eingeführt. Am 24. November 2008 erhielt der Ort zusätzlich den amtlichen deutschen Ortsnamen Radstein.

## Sehenswürdigkeiten und Denkmale
- Mitten im Ortskern befindet sich ein Glockenturm aus dem 18. Jahrhundert. Das Gebäude wurde 1958 unter Denkmalschutz gestellt.[9]
- Denkmal für die Gefallenen beider Weltkriege
- Kirche
- Wegkreuz

## Vereine
- Deutscher Freundschaftskreis
- Freiwillige Feuerwehr OPS Radostynia
- Fußballverein LZS Ligota Bialska - Radostynia